# Una historia violenta
Una historia violenta es una novela gráfica escrita por John Wagner e ilustrada por Vincent Locke. Fue publicada originalmente en 1997 por los sellos editoriales de DC Comics para adultos Paradox Press y posteriormente reimpresa para Vertigo Comics.

## Resumen del argumento
La novela narra la historia de Tom McKenna, el dueño de un restaurante en un pequeño pueblo de Míchigan, quien se vuelve famoso después de defender su tienda de un par de matones que trataron de robarla. La noticia llega a la televisión nacional y atrae la atención de un grupo de mafiosos de Nueva York, quienes visitan el pueblo creyendo que McKenna es un tipo llamado Joey que los había ofendido 20 años atrás. Tom niega las alegaciones de los mafiosos, pero es obligado a revelar su verdadera identidad a su esposa y posteriormente a la policía.
20 años atrás, McKenna junto a un amigo asesinaron y robaron a un grupo de mafiosos en venganza por la muerte de un pariente. Desafortunadamente, el amigo de Tom alardeó sobre el golpe y los mafiosos lo atraparon. Tom escapó de los mafiosos y huyó de la ciudad con la intención de iniciar una nueva vida con otra identidad.
Afortunadamente para McKenna, su abogada llega a la comisaría y descubre que la policía no le leyó sus derechos, por lo que su testimonio no puede ser usado en la corte. Sin embargo, McKenna acepta viajar a Nueva York para ayudar a resolver el crimen. Allí Tom deberá enfrentar a los mafiosos con los que se metió hace 20 años.

## Adaptación cinematográfica
En 2005, la novela fue adaptada en la película A History of Violence, dirigida por David Cronenberg y protagonizada por Viggo Mortensen. El filme recibió buenas críticas y recibió dos nominaciones a los Premios Óscar en las categorías de mejor actor de reparto (William Hurt) y mejor guion adaptado (Josh Olson).